# Mali Drenovac
Mali Drenovac (en serbio: Мали Дреновац) es un pueblo del municipio de Aleksinac, Serbia. Según el censo de 2002, el pueblo tiene una población de 176 habitantes. A partir de 2021, hay 32 hogares activos. El apellido más común en el pueblo es Pavlović. Es probable que el pueblo se asentara en el siglo XIX, cuando los serbios se retiraron de los asentamientos cercanos a las carreteras turcas para ser menos accesibles al dominio turco. Mali Drenovac es principalmente una comunidad agrícola. Según las estadísticas del gobierno, la superficie total del pueblo es de unas 320 hectáreas. La escuela pública del pueblo sigue funcionando para los grados primero a cuarto. En 2020, había dos alumnos, un profesor y un conserje.